# شگفتی جادوگر خوب
شگفتی جادوگر خوب (انگلیسی: The Good Witch's Wonder) یک فیلم خانوادگی امریکایی-کانادایی در سال ۲۰۱۴ است.
پخش فیلم از ۲۴ اکتبر ۲۰۱۴ بوده‌است.

## بازیگران
- کاترین بل
- کریس پاتر (بازیگر)
- کاترین دیشر
- اشلی لگت
- ماتیو نایت
- پیتر مک‌نیل
- ریچل ویلسون